# Nedre Örasjön, Medelpad
Nedre Örasjön är en sjö i Sundsvalls kommun i Medelpad och ingår i Ljungans huvudavrinningsområde. Sjön är 25,8 meter djup, har en yta på 0,299 kvadratkilometer och befinner sig 317 meter över havet. Sjön avvattnas av vattendraget Hemgravsån (Lycksjöån).

## Delavrinningsområde
Nedre Örasjön ingår i det delavrinningsområde (693729-153970) som SMHI kallar för Utloppet av Nedre Örasjön. Medelhöjden är 350 meter över havet och ytan är 4,02 kvadratkilometer. Räknas de 2 avrinningsområdena uppströms in blir den ackumulerade arean 16,37 kvadratkilometer. Hemgravsån (Lycksjöån) som avvattnar avrinningsområdet har biflödesordning 2, vilket innebär att vattnet flödar genom totalt 2 vattendrag innan det når havet efter 66 kilometer. Avrinningsområdet består mestadels av skog (85 procent). Avrinningsområdet har 0,3 kvadratkilometer vattenytor vilket ger det en sjöprocent på 7,4 procent.